# Menci Klement Crnčić
Menci Klement Crnčić (Bruck an der Mur, Austrija, 3. travnja 1865. – Zagreb, 9. studenoga 1930.), bio je hrvatski slikar, grafičar i karikaturist.

## Životopis
Menci Klement Crnčić rođen je 3. travnja 1865. godine, u mjestu Bruck an der Mur, u Austriji. Pučku školu pohađao je u Beču, a vojničku realku (bio je iz vojničke obitelji) u St. Pöltenu i Hranicama u Moravskoj (1876. – 82.). Napustivši vojničko zvanje, studirao je slikarstvo u Beču (1882. – 84.) te prelazi u München, no zbog pomanjkanja sredstava ne upisuje se na Akademiju i zadržava se samo kraće vrijeme u gradu na Isaru. Očekujući stipendiju boravio je u Novoj Gradiški kod sestre Marije. Studij slikarstva nastavio je na Akademiji u Münchenu kod prof. Nikolausa Gysisa (1889. – 1892.) stipendijom Krajiške imovine, odgojne i obrazovne zaklade. Kratko vrijeme bio je učitelj slikanja u Obrtničkoj školi u Zagrebu.
Nastojanjem predstojnika Odjela za bogoštovlje i nastavu Izidora Kršnjavog, koji je u Crnčiću uočio izvanrednog crtača, dobiva 1894. stipendiju zemaljske vlade za studij grafike u bečkoj Akademiji likovnih umjetnosti kod prof. Williama Ungera, grafičara zaslužnog za oživljavanje bakropisa u Njemačkoj i Austriji. Za vrijeme studija grafike dobio je 1896. godine Fugerovu zlatnu medalju za najbolji rad, te 1897. specijalnu nagradu Akademije, a devet njegovih grafika nalaze se u zbirci Albertina u Beču. Do završetka studija 1897. godine živio je naizmjence u Beču i Lovranu, a potom stalno u Lovranu kod brata Alberta. Za tog boravka slikao je mnogo po Istri i Hrvatskom primorju.
Godine 1900. dolazi u Zagreb gdje s Belom Čikošom Sesijom otvara Višu školu za umjetnost i obrt, koja kasnije postaje Likovna akademija na kojoj radi kao profesor do kraja života.
S Milanom Šenoom bio je 1905. godine na studijskom putovanju po Italiji, Švicarskoj, Francuskoj, Belgiji, Njemačkoj i Austriji, 1907. godine s Otonom Ivekovićem po Italiji do Napulja, a 1908. godine upoznaje Bosnu i Hercegovinu. 
Početkom 1910. godine sklapa brak sa slikaricom Linom Virant, 1911. rodio mu se sin Klement, a 1915. kćerka Branka. 1913. godine gradi vilu u Novom Vinodolskom, u kojoj je slikajući provodio sve slobodno vrijeme često pozivajući svoje učenike i prijatelje. S prof. Arturom Schneiderom priređuje 1914. godine u Zagrebu međunarodnu grafičku izložbu Hrvatskog društva umjetnosti.
Od 1920. do 1928. godine bio je direktor Strossmayerove galerije u Zagrebu.
Umro je u Zagrebu 9. studenoga 1930. godine.

## Djelo
Crnčić prvi put izlaže 1891. godine, kada je zapažena njegova slika "Slavonac runi kukuruz".
Na Crnčićevim je slikama čest motiv more koje slika s velikom ljubavlju. Prvi je u hrvatskoj umjetnosti slikao marine. Izvrstan pejsažist bilježi osobitosti naših krajeva, osobito Istre, Hrvatskog primorja i Dalmacije. Uz F. Kovačevića bio je pionir u hrvatskom slikarstvu pejzaža. 
Začetnik je i moderne hrvatske grafike. Radio je uglavnom bakropise, u početku pod utjecajem realizma münchenske škole, a zatim pod utjecajem "šarene zagrebačke škole". Kolorirani bakropisi staroga Zagreba puni su osjećaja za žanr i realistički pristup motivima. Ilustrirao je niz knjiga, radio scenografiju i plakete te crtao karikature. Oslikao je ikonostas u pravoslavnoj crkvi Sv. Trojice u Bjelovaru.
Portrete radi realistički, čvrstim i odmjerenim potezom. 
Menci Klement Crnčić bio je jedan od onih koji su postavljali temelje cjelokupnom kasnijem stvaralaštvu hrvatskih umjetnika.
Grafički opus može se podijeliti u tri faze. 
Radovi iz prve faze pod utjecajem učitelja, realistički, akademski tehnički, jasnih i tonski oblikovanih volumena. Bavio se i tada aktualnim simbolističkim literarnim temama ("Posljednji potomak", "Osamljena", "Večernji zvon", "Ave Maria"). Portrete je radio realistički, čvrstim odmjerenim potezima (F. Mikšić, K. Thuroczy, V. Lunaček, A. Bauer). U toj fazi radio je i monotipije ("Rab", "Na obali", "Luka u Velikom Lošinju"). Za bakropis „Nedjeljno jutro u Lovranu“ 1896. dobio je Fügerovu zlatnu medalju. U kasnijim bakropisima njegov likovni rukopis je samostalniji, crtež postaje diskretniji, a potez čišći.
Drugoj fazi pripadaju većinom kolorirani bakropisi s motivima iz staroga Zagreba, nastali oko 1910. Obilježava ih slobodniji crtež, suverena ležernost i lakoća ostvarenja. U njima je naglašen autorov smisao za žanr, slikovitost prizora ponekad obogaćenih narodnim nošnjama ("Bakačeva kula", "Pod zidom", "Kamenita vrata", "Jelačićev trg", "Splavnica"). 
U trećoj fazi, oko 1920., C. postiže punu stvaralačku samostalnost i tehničko savršenstvo. Tada nastaju njegovi najbolji bakropisi, stvara pretežno primorske krajolike: niz frankapanskih gradova i kaštela te motiva iz okolice Novog Vinodolskog i s otoka Krka ("Belgrad", "Bribir", "Drivenik", "Grižane", "Ogulinska cesta", "Povile", "Vrbnik"). 

## Izložbe
Samostalne izložbe: u Zagrebu 1900./01., 1910. (dvije izložbe), 1911. – 14., 1917., 1918. (s O. Ivekovićem), 1919., 1920. (dvije izložbe), 1922., 1924. – 26., 1929. – 30., 1931. (retrospektiva), 1973., 1985., 1987. – 88., Beču i Opatiji 1902., Osijeku 1907. (s O. Ivekovićem), 1910., 1970., Budimpešti 1910. i Novom Vinodolskom 1987. 
Osim na spomenutim skupnim izložbama, sudjelovao je na mnogim izložbama Društva hrvatskih umjetnika, Hrvatskog društva umjetnosti, »Lade« (Beograd, Sofija, Zagreb, Rijeka), na izložbi Hagenbunda u Beču (1912), izložbama grafika u Beču, Zagrebu, Lavovu te izložbama jugoslavenskih grafičara u Zürichu i St. Gallenu (1926.). 

## Galerija radova
- "Senj" (prva hrvatska tiskara)
- Djevojčica

## Vanjske poveznice

### Sestrinski projekti
|  | Zajednički poslužitelj ima još gradiva o temi Menci Clement Crnčić |

### Mrežna mjesta
- Crnčić, Menci Clement Hrvatska enciklopedija. LZMK
- LZMK / Proleksis enciklopedija: Crnčić, Menci Clement
- LZMK / Hrvatski biografski leksikon: Crnčić, Menci Clement (autorica: Božena Šurina, 1989.)